# Armando Soto La Marina
Armando Soto La Marina (Luis Armando Velázquez de León y Soto la Marina; * 1. Oktober 1909 in Victoria de Durango; † 20. März 1983 in Mexiko-Stadt, bekannt als El Chicote) war ein mexikanischer Schauspieler.

## Leben
El Chicote begann in seiner Jugend eine Laufbahn als Novillero im Stierkampf, die er nach einem Unfall aufgab. 1924 debütierte er als Komiker in der Carpa Mariposa. Sein Erfolg als Vaudevilledarsteller führte dazu, dass 1937 der Kurzfilm Los apuros del chicote mit ihm gedreht wurde. In der Folgezeit wirkte er an zahlreichen Filmen an der Seite von Schauspielern wie Jorge Negrete, Raúl de Anda, Pedro Armendáriz, Pedro Infante, Luis Aguilar, später auch Antonio Aguilar und Manuel López Ochoa mit. 
1946 hatte er einen schweren Autounfall, bei dem er Kopfverletzungen und einen Nervenschock erlitt. Ende der 1970er Jahre trat er vor der Asociación Nacional de Actores (ANDA) in einen Hungerstreik mit der Begründung, die Filmproduzenten hätten ihn vergessen. In den 1980er Jahren drehte er dann noch einmal mehrere erfolgreiche Filme u. a. mit Maria Elena Velasco. Die ANDA verlieh ihm Medaillen u. a. zum 25. und 50. Filmjubiläum, und auch in den USA, Mittel- und Südamerika wurde er geehrt. Sein Schaffen umfasst mehr als 120 Produktionen.